# Sałata trwała
Sałata trwała (Lactuca perennis L.) – gatunek rośliny należący do rodziny astrowatych. Występuje w większej części Europy – od Hiszpanii po Ukrainę i kraje bałtyckie. W Polsce prawdopodobnie nie rośnie, choć udokumentowana została w XIX wieku w okolicy Warszawy.

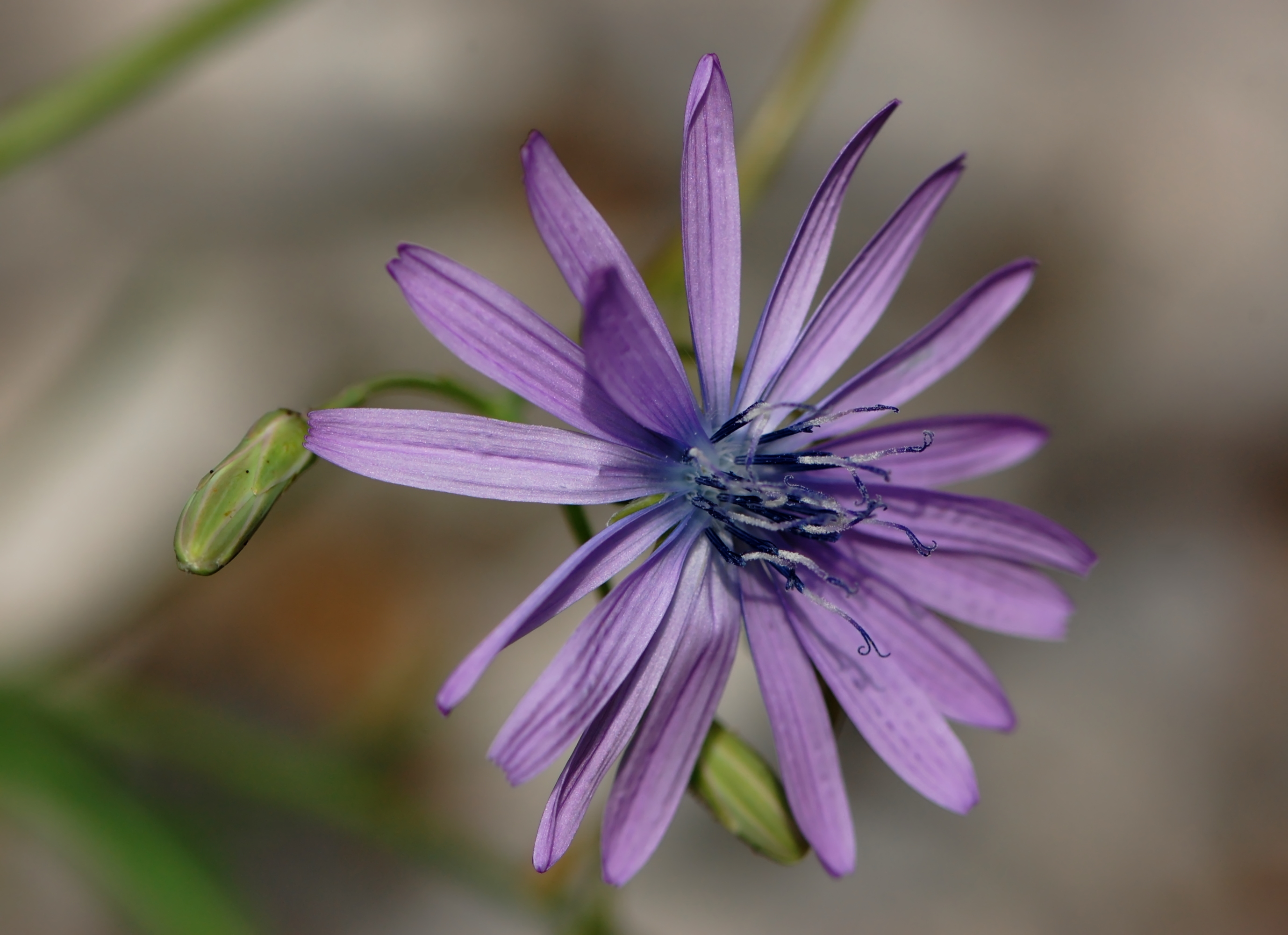
Kwiat

## Morfologia
ŁodygaPusta, naga, rozgałęziona u góry, bez rozłogów.
LiścieNiebieskozielone, o lancetowatych łatkach. Górne liście obejmują łodygę.
KwiatyNiebieskie, liliowe, w koszyczkach do 4 cm średnicy. Okrywa koszyczka w kształcie walcowatym. Owoc z "dzióbkiem" do 1,5 cm długości.

## Biologia i ekologia
Roślina jednoroczna. Kwitnie od maja do lipca. Porasta suche murawy, kamieniste i suche zbocza, skały, skarpy, mury, winnice, miejsca ciepłe, nasłonecznione, gleby bogate w wapń. Występuje do 1700 m n.p.m.